# Sylvin
Sylvin eller sylvit, är naturligt förekommande kaliumklorid, KCl,  som finns i stora kvantiteter i saltlagren blandade med stensalt och karnallit och används för utvinning av kaliumsalter. Det bildar kristaller i det isometriska systemet mycket likt normalt stensalt, halit (NaCl). De två är faktiskt isomorfa.
Sylvin är färglös till vit med nyanser av gult och rött på grund av inneslutningar. Den har en Mohs hårdhet på 2,5 och en specifik vikt på 1,99. Den har ett brytningsindex på 1,4903. Sylvin har en salt smak med en distinkt beska. Sylvin är ett av de sista evaporitmineralerna som fälls ut ur lösningen. Som sådan finns det endast i mycket torra salthaltiga områden. 

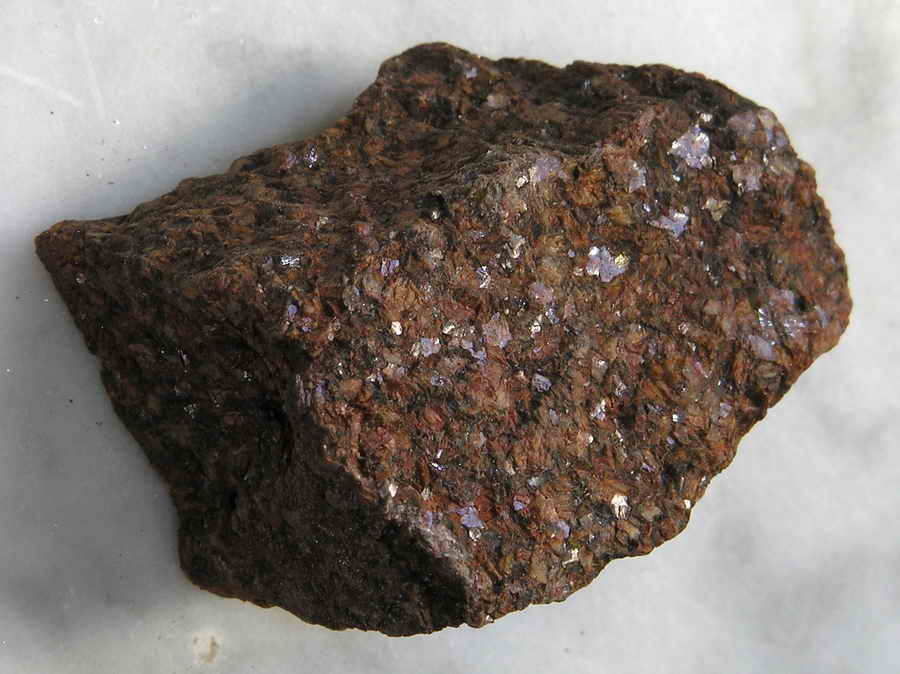
Sylvin

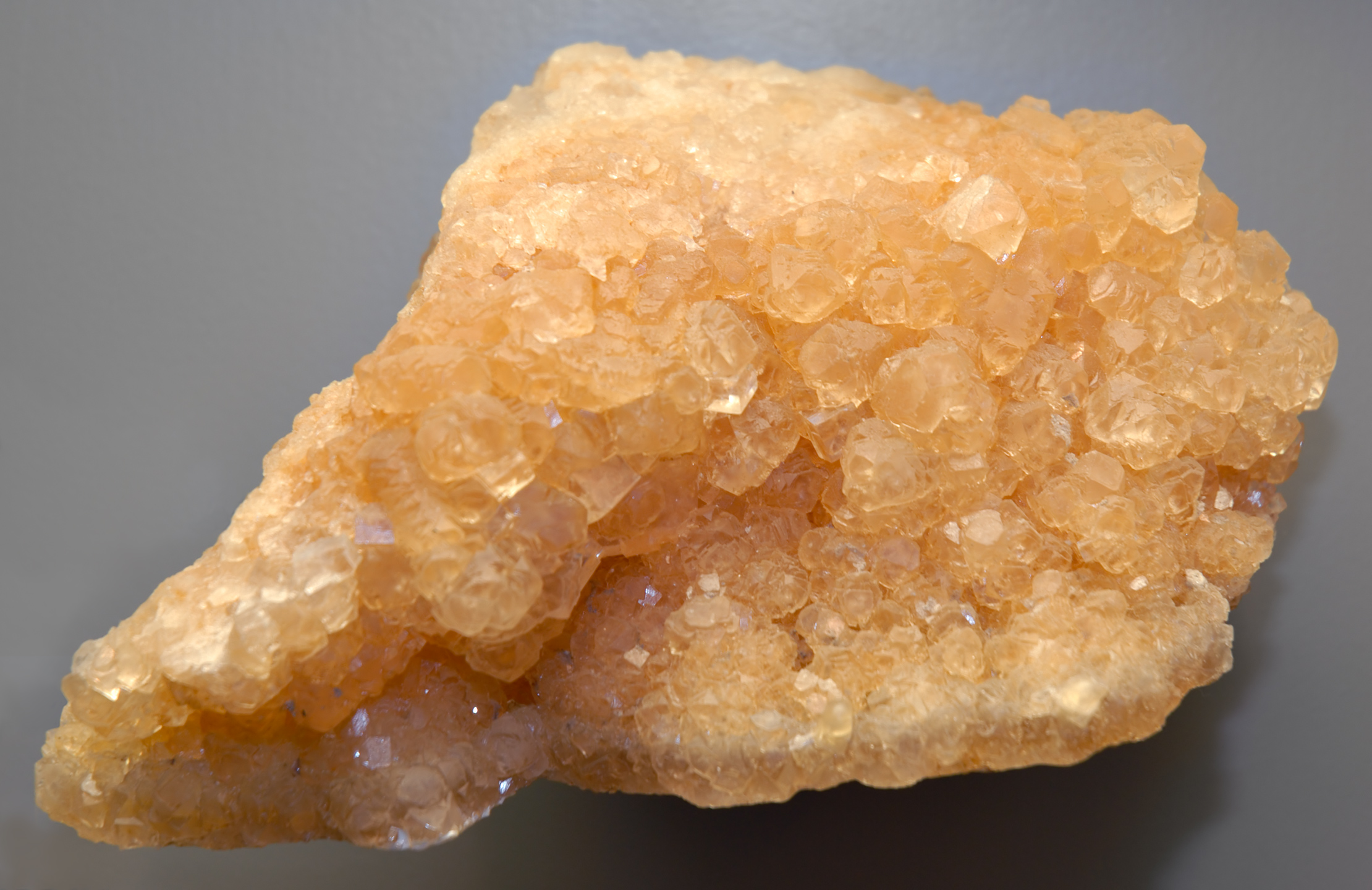
Sylvin från Tyskland

## Namn och historik
Sylvite beskrevs första gången 1832 vid Vesuvius nära Neapel i Italien och uppkallad efter historiska KCl-beteckningar sal degistivum Sylvii och sal febrifugum Sylvii, som är uppkallade efter den holländska läkaren och kemisten François Sylvius de le Boe (1614–1672).

## Användning
Den huvudsakliga användning av sylvin är som kaliumgödsel. Sylvin är en komponent i sylvinit som är den viktigaste malmen i Nordamerika för framställning av kalium.
Sylvin, tillsammans med kvarts, fluorit och halit, används för spektroskopiska prismor och linser.

## Förekomst
Sylvite finns i många evaporitavlagringar över hela världen. Massiva bäddade fyndigheter förekommer i New Mexico och västra Texas, och i Utah i USA, men den största källan i världen finns i Saskatchewan, Kanada. De stora fyndigheterna i Saskatchewan bildades genom avdunstning av en devonisk sjöväg. Sylvin är det officiella mineralet i Saskatchewan.
Fyndigheter finns vidare vid tyska Stassfurt, där sylvin oftast har en rödaktig färg, vid Kalusz, där den förekommer tillsammans med korn av blått stensalt.
Förekomster finns också i saltbergen i Punjab i Indien, samt i Etiopien och vid tyska Leopoldshall, där det ibland benämns leopoldit.